# Troldhede-Kolding-Vejen Jernbane
Troldhede-Kolding-Vejen Jernbane (TKVJ) – eller Troldhedebanen – var Danmarks længste privatbane med hovedstrækningen Troldhede-Grindsted-Kolding (1917-68) og sidebanen Gesten-Vejen (1917-51).

## Historie
En jernbane fra Troldhede til Kolding med sidebane til Vejen var med i den store jernbanelov fra 1908. Koncessionen blev udstedt 11. juni 1913, og banen blev anlagt i årene 1913-17. Blandt koncessionshaverne var de to initiativtagere, maskinfabrikant K. Konstantin Hansen fra Kolding og erhvervsmanden og politikeren, senere nationalbankdirektør Johannes Lauridsen fra Vejen. De hjalp begge med driften af banen de første år. Banens første driftsbestyrer var ingeniør P.H. Tarp, der 1915-19 også var driftsbestyrer på Kolding Sydbaner og Kolding-Egtved Jernbane.
Banen havde en god økonomi i de første år, men fra 1924 frem til 2. verdenskrig gik det tilbage. Under krigen gik det bedre som følge af omfattende transport af brunkul, men efter krigen fik banen igen en dårlig økonomi, og i 1965 ville Lejrskov Sognekommune ikke længere være med til at dække underskuddet, hvorefter Troldhedebanen blev nedlagt.

## Strækningsdata
- Indviet: 25. august 1917
- Længde:
  - Troldhede-Kolding: 87,9 km
  - Gesten-Vejen: 9,5 km
  - Samlet længde: 95,4 km
- Enkeltsporet
- Sporvidde: 1.435 mm
- Skinnevægt: 24,39 kg/m, på en mindre strækning 32 kg/m
- Maks. stigning: 13,5 ‰
- Mindste kurveradius: 300 m
- Maks. hastighed: 70 km/t
- Nedlagt:
  - Gesten-Vejen: 1. april 1951
  - Troldhede-Kolding: 31. marts 1968

## Standsningssteder

### Troldhede-Kolding
- Troldhede station i km 0,0 med remise, drejeskive, vandtårn, egen perron og 3 spor, senere 2 perroner og 4 spor – forbindelse med Skanderborg-Skjern-banen.
- Overby trinbræt i km 3,5 fra 1929 med jordperron og skur inde på marken (måske var det også venteskur til rutebilen).
- Sdr. Felding station i km 6,4 med 248 m læssespor, privat varehus, fold og to private sidespor, det ene fra 2. verdenskrig til 1960'erne.
- Kærhede sidespor i km 9,4 1918-1927. Fra 1929 trinbræt med jordperron, fra 1941 igen læssespor på 134 m (forlænget til 252 m i 1942) ved læsserampe af træ for smalsporet bane til brunkulslejer 1942-44.
- Sandet sidespor i km 11,6. Fra 1918 station med 150 m krydsningsspor. Til 1945 66 m læssespor ved hestedrevet 600 mm tørvebane på høj jordrampe, hvorefter krydsningssporet også blev læssespor. Senere trinbræt. Hed også Sandet Jylland.
- Odinsgård sidespor i km 13 1918-1921.
- Stakroge station i km 14,2 med 294 m krydsnings- og læssespor og 136 m læssespor med fold, kartoffellager og 700 mm tørvebane med høj rampe ved briketfabrik.
- Skærsig trinbræt i km 16,5 fra 1929 med jordperron.
- Sønder Omme Station i km 20,9 med 350 m krydsningsspor, troljeskur, vognvægt og sidespor til kartoffelmelfabrik fra 1918. Vest for bygningen 190 m læssespor med sporskifte i begge ender, fold, rampe, private varehuse og blindspor til offentligt varehus.
- Birkebæk trinbræt i km 21,9 fra senest 1942 med jordperron og træskur.
- Hjortlund trinbræt i km 25,3 fra senest 1942 med jordperron.
- Simmelbæk trinbræt i km 26,1 fra 1919 med jordperron og lukket træskur.
- Grindsted station i km 30,7 – forbindelse med Diagonalbanen, Vandelbanen og Varde-Grindsted-banen. TKVJ havde egen remise fra 1948.
- Rishøj sidespor fra 1918 i km 35,3. Fra 1928 Fugdal sidespor, nedlagt omkring 1932. Fra 1929 Fugdal trinbræt med jordperron og svellekant.
- Hejnsvig station i km 38,5 med 293 m krydsningsspor og vognvægt. Nordvest for bygningen 110 m læssespor med sporskifte i begge ender, fold og 2 ramper.
- Lyngsminde trinbræt i km 41,7 fra 1929 med grusperron og svellekant.
- Gilbjerg trinbræt i km 43,1 med jordperron og blikskur neden for en trappe. 1918-1928 også sidespor.
- Vorbasse station i km 47,7 med 284 m krydsningsspor. Nordvest for bygningen 114 m læssespor med sporskifte i begge ender og fold og blindspor til offentligt og privat varehus.
- Højmose trinbræt i km 49,7 fra 1929 med jordperron.
- Skødebjerg Nord sidespor på 212 m i km 50,1 fra 1918 til inden 1960 med tørverampe og spor til tørvemose. Fra 1927 hed det Højmose sidespor.
- Skødebjerg Syd sidespor på 96 m i km 50,5 fra 1918 til inden 1960. Fra 1927 hed det bare Skødebjerg sidespor.
- Fitting trinbræt i km 52,1. Fra 1918 station med 88 m læssespor og sidespor til privat kartoffellager.
- Skødebro trinbræt i km 53,5 1932-39.
- Klebæk trinbræt i km 55,2 fra 1929 med jordperron.
- Bække station i km 57,1 med 260 m krydsningsspor og vognvægt. Syd for bygningen 114 m læssespor med sporskifte i begge ender og fold.
- Staushede trinbræt i km 60,1 fra 1925 med kort grusperron og blikskur lidt væk fra banen.
- Gesten station i km 63,4 – forbindelse med Vejen. 4 gennemgående spor og vest for bygningen et sidespor med blindspor til varehuset, drejeskive, tosporet remise, vandtårn og vognvægt. De 2 spor nord for ø-perronen blev fjernet efter 1951.
- Øster Gesten trinbræt i km 65,0 fra 1929 med kort grusperron og blikskur.
- Veerst station i km 67,9. Øst for bygningen 117 m læssespor med sporskifte i begge ender, galgekran og siderampe.
- Hundsholt trinbræt i km 70,5 med grusperron og træskur.
- Jordrup station i km 72,4 med 300 m krydsningsspor og 144 m læssespor, galgekran, svinefold, privat varehus og troljespor.
- Korsvang station i km 74,9. Øst for bygningen 96 m læssespor med sporskifte i begge ender og siderampe.
- Ferup station i km 77,2. Vest for bygningen 92 m læssespor med sporskifte i begge ender og siderampe.
- Dybvadbro station i km 79,9. Øst for bygningen 142 m læssespor med sporskifte i begge ender og siderampe. Trinbræt fra 1. februar 1968.
- Bramdrupdam trinbræt i km 83,3 med grusperron, træskur og kiosk.
- Komarkshusene trinbræt i km 85,3 med grusperron, hed fra 1918 Kolding Skov.
- Kolding station i km 87,9 med egen perron og 3 spor – forbindelse med Fredericia-Vamdrup-banen, Kolding Sydbaner og Kolding-Egtved Jernbane. Syd for Nordre Ringvej havde TKVJ drejeskive, 4-sporet remise (senere tilbygget til 5), værksted med 3 spor, kulgård med galgekran, askebeholder, vandkran, tørveskur, dieseltank og 2 troljeskure. DSB varetog TKVJ's godsekspedition.

### Gesten-Vejen
- Gesten station i km 0,0.
- Fællesvejen trinbræt i km 3,0 fra 1929.
- Gamst station i km 4,7 med 98 m krydsningsspor og fold.
- Vestermark trinbræt i km 7,7 fra 1929, nedlagt inden 1942.
- Vejen station i km 9,5 med remise – forbindelse med Lunderskov-Esbjerg-banen.

### Bevarede stationsbygninger
Banens stationsbygninger var tegnet af arkitekt Robert V. Schmidt. De er alle bevaret.
- Sønder Felding: Strøget 23
- Sandet: Lillevej 6
- Stakroge: Vinkelvej 12
- Sønder Omme: Stadion Alle 11
- Hejnsvig: Bredgade 31
- Vorbasse: Dalgasvej 10
- Fitting: Fitting Stationsvej 14
- Bække: Stationsvej 7
- Gesten: Stadion Alle 20
- Veerst: Kronborgvej 12
- Jordrup: Kløvervej 6
- Korsvang: Fynslundvej 64
- Ferup: Harager 7
- Dybvadbro: Egtvedvej 132
- Gamst: Rugholmvej 13

## Strækninger hvor banetracéet er bevaret
Af banens 95,4 km er banetracéet bevaret og tilgængeligt på 37½ km. De længste strækninger er Troldhedestien mellem Kolding og Ferup på 10 km og stien mellem Grindsted og Sønder Omme på 8 km.
- Fra en lund i Troldhede op på banedæmningen
- Gennem heden sydvest for Troldhede
- Fra sydøst over Skjern Å til Sønder Felding
- Jernbanebro ved Sandet
- Fra Borgergade til stationen i Stakroge
- Fra Sønder Omme til Grindsted
- Birkebæk trinbræt med sti til Sønder Omme
- Troldhedebanen gik over Diagonalbanen, der også er blevet til banesti
- Troldhedebanens bro over Grindsted Å, set fra Diagonalbanens
- Fugdal trinbræt, hvor perronen stadig findes
- Gennemskæring i Hejnsvig fra Østerbo, der var en stibro over banen
- Høj banedæmning sydøst for Hejnsvig
- Gennem Fromssejr Plantage
- Tranestien gennem Gesten
- Fra sydvest til Veerst
- Naturstien til Hundsholt forlader Veerst Skov
- Hundsholt trinbræt med perron
- Troldhedestien starter i Ferup
- Under Vejlevej og (bagest) Egtvedbanen
- Troldhedestien passerer Banansøerne
- Skovløberhuset hvor Bramdrupskov trinbræt lå
- Troldhedestien gennem Marielundsskoven
- Fra Park Alle til Vejen Station
- Banestien kommer til Vejen Station